# Cristian Palacios (escritor)
Cristian Palacios (Buenos Aires, 1978) es un escritor, dramaturgo, actor e investigador argentino. Es uno de los fundadores y actual codirector del grupo de teatro independiente Compañía Nacional de Fósforos. Dirige el Festival Internacional de Teatro Independiente Pirologías en el conurbano bonaerense, donde actualmente vive y del que es oriundo. Ha publicado dos novelas para niños, numerosas obras de teatro, y una veintena de artículos académicos en diversos libros y revistas especializadas. Como dramaturgo ha estrenado más de diez obras de su autoría, en Argentina, México, Perú, España, Francia, Sudáfrica, Brasil, Cuba, Bélgica y Centroamérica, muchas de las cuales fueron premiadas nacional e internacionalmente. Su primera novela Mundo Bilina, finalista del premio de Novela El Barco de Vapor, ha sido publicada simultáneamente en Argentina y en México. Su segunda novela, Margarana, obtuvo el tercer premio en el V Concurso de Novela “Los Jóvenes del Mercosur”.

## Biografía
Cristian Palacios nació y creció en la localidad de Villa Bosch, en el Gran Buenos Aires. Cursó la Licenciatura y el Profesorado en Letras en la Facultad de Filosofía y Letras de la  Universidad de Buenos Aires donde se recibió con diploma de honor. A los diecisiete años realizó su primer trabajo profesional como actor en la obra La lección de anatomía de Carlos Mathus. 
Tomó seminarios con Pompeyo Audivert, Suzanne Lebeau (Canadá), Robert Woodruff (U.S.A.), Hassane Kouyate (Kenia), Guillermo Heras (España), con la compañía Magnet Theatre de Sudáfrica y con la compañía MU MU de Corea. Estudió en México con el maestro Nicolás Nuñez y en Colombia con Marian Ralea de Rumania. Estudió Artes Circenses con Mario Pérez, Trapecio con Gustavo Silva, Clown con Enrique Federman y Técnicas Circenses con Les 7 doigts de la Main (Canadá).
Entre los años 2004 y 2006 formó parte como actor de la compañía De la Guarda con la cual realizó giras por Rusia, Colombia y Argentina.
Ha dictado talleres y seminarios de Teatro y de Dramaturgia en Córdoba, Mar del Plata, Mendoza, Tucumán, Bahía Blanca, México DF, San Luis Potosí, Bogotá, Lima, Madrid, Guatemala, El Salvador, Honduras, Costa Rica y Grahamstown (Sudáfrica). En televisión realizó trabajos para Ecuador, Costa Rica, Chile, México y Argentina. 
Es uno de los directores y fundadores de la Compañía Nacional de Fósforos responsable de la puesta en escena de muchos de sus espectáculos, los cuales han recibido premios nacional e internacionalmente. Desde 2007 organiza y dirige el Festival Internacional de Teatro Independiente PIROLOGÍAS que ha recibido a artistas y compañías de cuatro continentes.
Ha obtenido el Segundo Premio en el Octavo Concurso Nacional de Dramaturgia del Instituto Nacional del Teatro (2006), el segundo premio en el concurso de dramaturgia “Cultura, Derecho, Necesidad y Decisión” organizado por el INT, Argentores, la Asociación Argentina de Actores y la Asamblea Permanente por los Derechos Humanos (2008) y el Primer Premio en el 11° Concurso Nacional de Obras de Teatro organizado por el INT (2011). Ha recibido menciones por sus obras TESIS SOBRE EL CHISTE  (Concurso de Monólogos de Metrovías, 2009) y LOS LUGONES (Concurso “Hacia el bicentenario” del Instituto Nacional del Teatro, 2010). Su poema “Fotos Perdidas” ha sido seleccionado por la editorial Mc. Graw Hill como parte de una antología de textos editados y distribuidos en Canadá y los Estados Unidos. Ha sido merecedor del apoyo de Iberescena por dos años consecutivos (convocatorias 2007 y 2008) para creación de dramaturgia. También ha recibido el premio ATINA 2008 a la mejor interpretación masculina por LOS SONÁMBULOS.
Ha formado parte del “Programa de Residencias Artísticas para Creadores de Iberoamérica y Haití en México” como parte del cual ha estrenado HISTORIA DE LA CONQUISTA en el Teatro Nacional de las Artes (México D.F.). 
En 2012 su obra “W.C. – Las Olorosas Aventuras de William Calderón” fue llevada a escena por la Compañía Nacional de Fósforos y Babel Orkesta, en el Teatro de la Ribera, con dirección de Paula Brusca y producción del Teatro San Martín de Buenos Aires y protagonizada por él mismo.

## Obras de Teatro
- Libros de Piratas
- Damiens
- Shhh
- Los Sonámbulos: Una Historia de la Ciencia en Dos Patadas
- Día de Campo o Cómo Sobrevivir al Mundo
- Tres Tristes Trigos
- El Extraño Viaje de Nikolaus Piper
- Historia de la Conquista
- Javiera. Historias que se despliegan
- Alonso y Aguirre
- Mapa del Tiempo
- La Fragua
- W.C. Las Olorosas Aventuras de William Calderón